# (44355) 1998 ST2
(44355) 1998 ST2 è un asteroide della fascia principale. Scoperto nel 1998, presenta un'orbita caratterizzata da un semiasse maggiore pari a 2,5558859 UA e da un'eccentricità di 0,0771571, inclinata di 12,62215° rispetto all'eclittica.
L'asteroide era stato inizialmente battezzato 44355 Thijsdegraauw, in onore dell'astronomo olandese Thijs de Graauw, ma la denominazione è stata successivamente abrogata.